# Język rawo
Język rawo, także poko-rawo – język papuaski używany w prowincji Sandaun w Papui-Nowej Gwinei, przez grupę ludności na północnym wybrzeżu, na wschód od obszaru języka ningera, 35 km od miasta Vanimo. Posługuje się nim 500 osób.
Jego użytkownicy zamieszkują wsie Rawo, Howage i Taris. Uchodzi za zagrożony wymarciem.
Jest językiem tonalnym. Należy do rodziny języków skou.